# Rotmistriwka
Rotmistriwka (ukrainisch Ротмістрівка; russisch Ротмистровка/Rotmistrowka) ist ein Dorf in der zentralukrainischen Oblast Tscherkassy mit etwa 2100 Einwohnern.

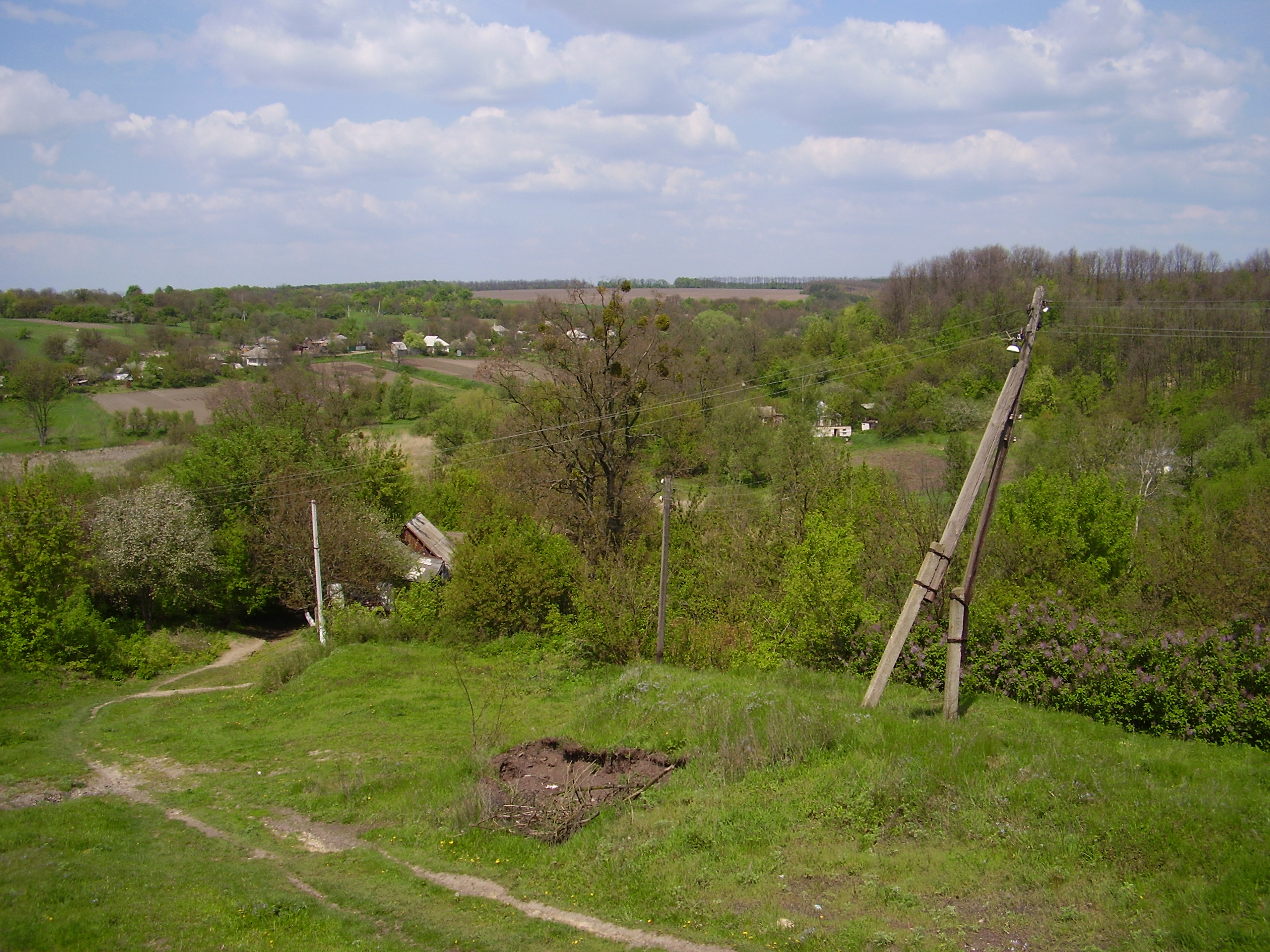
Blick auf Teile des Ortes

Der Ort liegt etwa 14 Kilometer südwestlich der ehemaligen Rajonshauptstadt Smila und 41 Kilometer südwestlich der Oblasthauptstadt Tscherkassy an einer Territorialstraße.
Das in der 2. Hälfte des 17. Jahrhunderts erstmals erwähnte Dorf wurde im 19. Jahrhundert Hauptort der gleichnamigen Wolost Rotmistrowka (bis 1923), danach war der Ort von 1934 bis 1956 (kurzzeitig auch schon von 1928 bis 1930) das Zentrum des gleichnamigen Rajons Rotmistriwka.
Der Ort ist vor allem wegen des Rotmistriwka-Kraters, dem er den Namen gab, bekannt.

## Verwaltungsgliederung
Am 16. September 2016 wurde das Dorf zum Zentrum der neugegründeten Landgemeinde Rotmistriwka (ukrainisch Ротмістрівська сільська громада/Rotmistriwska silska hromada), zu dieser zählten auch noch die Dörfer Kowalycha, Kuziwka und Melnykiwka sowie die Ansiedlung Wowkiwka, bis dahin bildete es zusammen mit der Ansiedlung Wowkiwka die gleichnamige Landratsgemeinde Rotmistriwka (Ротмістрівська сільська рада/Rotmistriwska silska rada) im Westen des Rajons Smila.
Am 12. Juni 2020 kamen noch 7 in der untenstehenden Tabelle aufgelistetene Dörfer und die Ansiedlung Stepok zum Gemeindegebiet.
Am 17. Juli 2020 kam es im Zuge einer großen Rajonsreform zum Anschluss des Rajonsgebietes an den Rajon Tscherkassy.
Folgende Orte sind neben dem Hauptort Rotmistriwka Teil der Gemeinde:
| Name                                                   | Name              | Name                           |
| ukrainisch transkribiert                               | ukrainisch        | russisch                       |
| ------------------------------------------------------ | ----------------- | ------------------------------ |
| Buda-Makijiwka                                         | Буда-Макіївка     | Буда-Макеевка (Buda-Makejewka) |
| Kowalycha                                              | Ковалиха          | Ковалиха (Kowalicha)           |
| Kuziwka                                                | Куцівка           | Куцовка (Kuzowka)              |
| Lenske (bis 2018 Tschubiwka, vorher bis 2016 Leninske) | Ленське (Чубівка) | Ленское (Lenskoje)/Чубовка     |
| Makijiwka                                              | Макіївка          | Макеевка (Makejewka)           |
| Melnykiwka                                             | Мельниківка       | Мельниковка (Melnyikowka)      |
| Nossatschiw                                            | Носачів           | Носачов (Nossatschiw)          |
| Samhorodok                                             | Самгородок        | Самгородок (Samgorodok)        |
| Sanscharycha                                           | Санжариха         | Санжариха (Sanscharicha)       |
| Stepok                                                 | Степок            | Степок                         |
| Taschlyk                                               | Ташлик            | Ташлык                         |
| Wowkiwka                                               | Вовківка          | Волковка (Wolkowa)             |